# Tetétlen
Tetétlen è un comune dell'Ungheria di 1.455 abitanti (dati 2001). È situato nella contea di Hajdú-Bihar.